# Caballo serranillo
El caballo serranillo, también conocido como caballo gabarrero es una raza equina española autóctona de la Sierra de Guadarrama, ubicada en el Sistema Central, que se extiende por las provincias de Ávila, Madrid y Segovia.
Se trata de una raza antigua que no está incluida en el Catálogo Oficial de Razas de Ganado de España del Ministerio de Agricultura, Pesca y Alimentación, por lo que no tiene reconocimiento oficial. En la actualidad su población se reduce al Valle del Lozoya, en el noroeste de la Comunidad de Madrid, y se crían de manera semisilvestre.
Forma parte del ecotipo de caballo ibérico denominado caballo serrano o caballo de las sierras. Empleado tradicionalmente como animal de tiro, debió de ser utilizado por los gabarreros para transportar leña, motivo por el que también sea conocido por ese nombre. Se trata de caballos fuertes, muy adaptados a las condiciones de los páramos y sierras castellanas, y a pastos de poca calidad. Morfológicamente son de talla media, con cernejas poco desarrolladas y capa generalmente alazán o negro, y a menudo con lucero frontal.
En el año 2011, la Asamblea de Madrid aprobó por unanimidad reconocerlo como raza autóctona como patrimonio genético, histórico y cultural de la comunidad, con el fin de recuperar la raza a través de 9 sementales y 29 yeguas seleccionadas con alto grado de pureza.